# ام‌دی‌سی پارتنرز
ام‌دی‌سی پارتنرز (انگلیسی: MDC Partners) شرکت تبلیغات آمریکایی است، که در سال ۱۹۸۶ تأسیس شد.